# Polyodontidae
Polyodontidae é uma família de peixes actinopterígeos pertencentes à ordem Acipenseriformes, que inclui os peixes-espátula e é exclusiva de água doce.
Os peixes-espátula têm barbatana caudal bifurcada, corpo sem escamas e um focinho longo, em forma de espátula, que lhes dá o nome. Estes peixes habitam rios de curso lento, permanecendo junto ao fundo onde se alimentam sobretudo de plancton. Os peixes-espátula são peixes de grande porte que podem atingir 3 metros de comprimento.

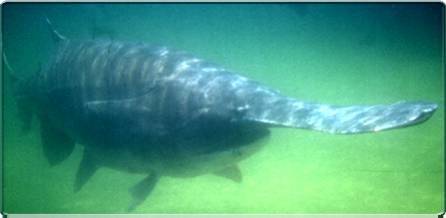
Peixe-espátula do Mississippi, Polyodon spathula

## Espécies
Ambas as espécies são pescadas como alimento e encontram-se ameaçadas de extinção.
- Peixe-espátula do Mississipi (Polyodon spathula) - exclusivo do Rio Mississippi
- Peixe-espátula chinês (Psephurus gladius) - exclusivo do Rio Amarelo

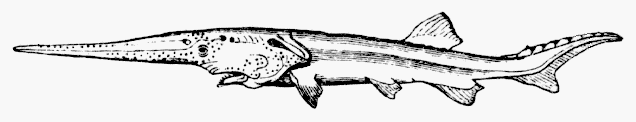
Psephurus gladius